# Isuzu

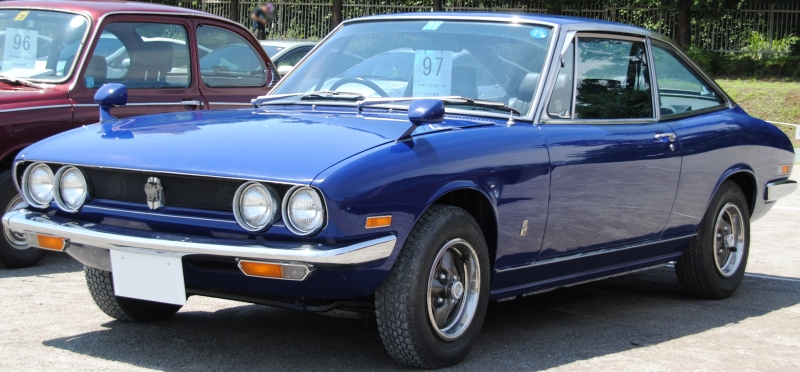
Isuzu 117 Coupé.

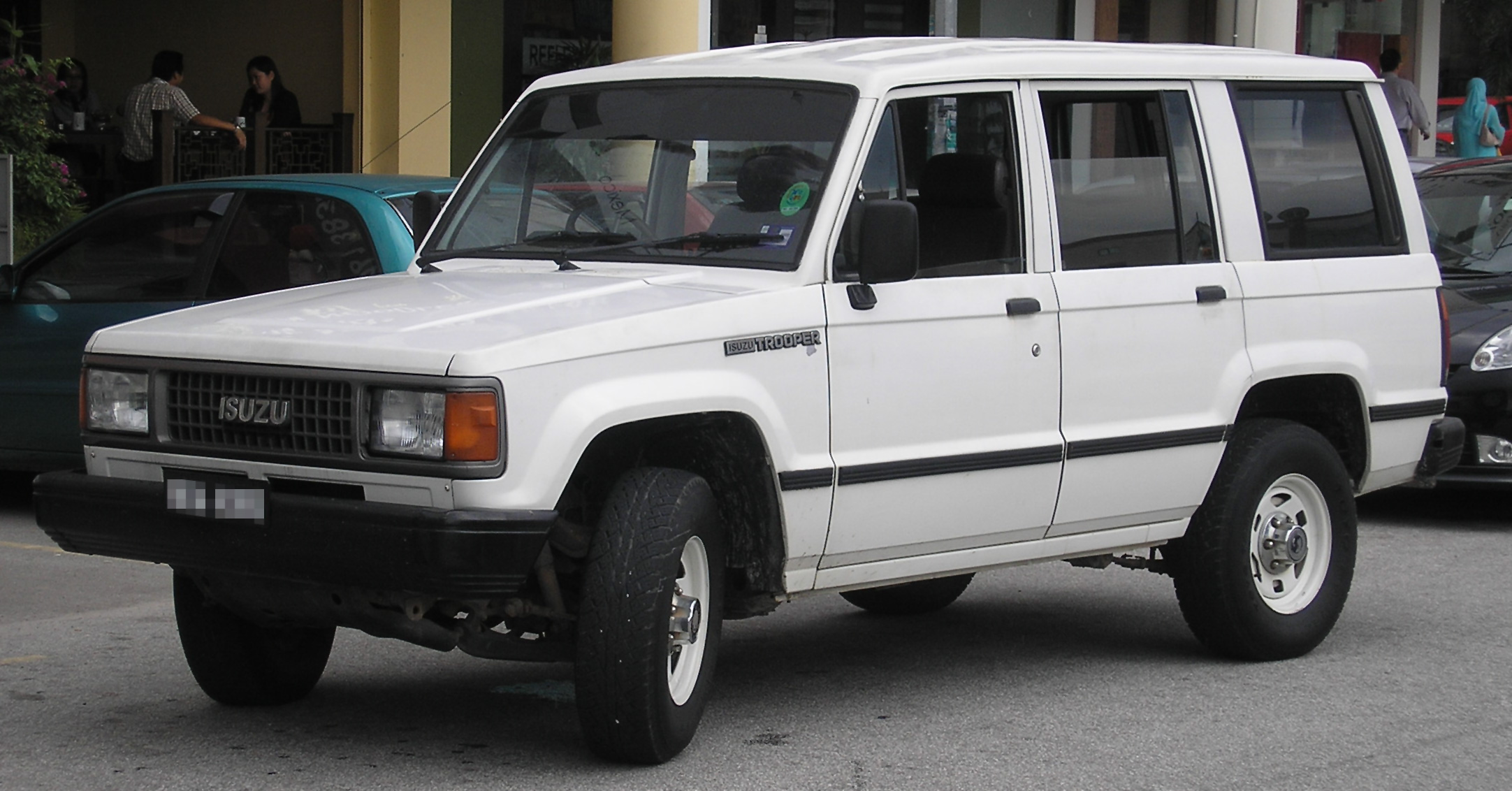
Isuzu Trooper.

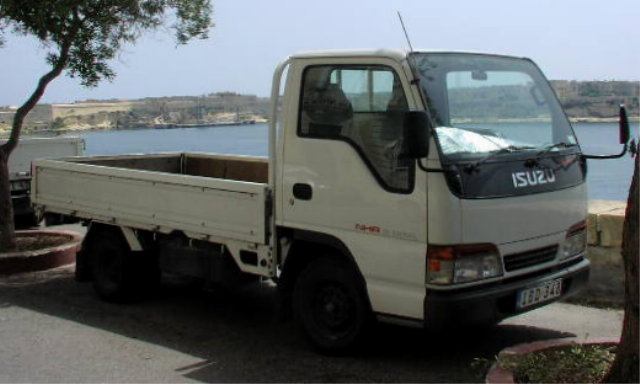
Isuzu NHR.

Isuzu Motors (japanska: いすゞ自動車?, Isuzu Jidōsha) är en japansk biltillverkare med huvudkontor i Tokyo och grundad 1937 under namnet Tokyo Automobile Industries Company, men bytte namn till Isuzu 1949. Företaget tillverkar lastbilar, lätta terränggående fordon samt dieselmotorer och andra fordonskomponenter.

## Historik
Tokyo Automobile Industries Company bildades 1937 när Ishikawajima Automotive Works Company och Tokyo Gas & Electric Company slog samman sin biltillverkning. Företaget byggde främst tyngre fordon till den japanska krigsmakten. Efter andra världskriget rekonstruerades företaget under namnet Isuzu och gick över till att tillverka lastbilar och bussar. Från 1953 tillverkades även personbilar, då Isuzu började bygga Hillman Minx på licens. I början av 1960-talet tillverkades den första egenkonstruerade personbilen. Isuzu ingick allians år 1971 med amerikanska General Motors, som köpte upp cirka en tredjedel av dess aktier. Det innebar att Isuzu tillverkade personbilar från GM i Japan medan GM sålde Isuzus lätta lastbilar och terrängbilar under namn som Opel och Chevrolet i Europa och Nordamerika. GM utökade sitt aktieinnehav till 49 % 1998, som dock såldes år 2006.
Isuzu gav upp personbilstillverkningen i början av 2000-talet och koncentrerade sig på tyngre fordon.

## Isuzumodeller
- Isuzu Bellel (1961–1966)
- Isuzu Bellett (1963–1973)
- Isuzu Florian (1967–1982)
- Isuzu 117 Coupé (1968–1981)
- Isuzu Gemini (1974–2000)
- Isuzu Piazza (1981–1993)
- Isuzu Trooper (1981–2002)
- Isuzu Aska (1983–2002)
- Isuzu Fargo (1980–2001)
- Isuzu VehiCROSS (1997–2001)